# Municipio de Enterprise (Dakota del Norte)
El municipio de Enterprise (en inglés: Enterprise Township) es un municipio ubicado en el condado de Nelson en el estado estadounidense de Dakota del Norte. En el año 2010 tenía una población de 27 habitantes y una densidad poblacional de 0,29 personas por kilómetro cuadrado.

## Geografía
El municipio de Enterprise se encuentra ubicado en las coordenadas 48°9′18″N 98°13′1″O / 48.15500, -98.21694. Según la Oficina del Censo de los Estados Unidos, el municipio tiene una superficie total de 93.36 km², de la cual 91,13 km² corresponden a tierra firme y (2,39 %) 2,23 km² es agua.

## Demografía
Según el censo de 2010, había 27 personas residiendo en el municipio de Enterprise. La densidad de población era de 0,29 hab./km². De los 27 habitantes, el municipio de Enterprise estaba compuesto por el 100 % blancos. Del total de la población el 0 % eran hispanos o latinos de cualquier raza.